# Brevipalpus lantanae
Brevipalpus lantanae är en spindeldjursart som beskrevs av Baker och James P. Tuttle 1987. Brevipalpus lantanae ingår i släktet Brevipalpus och familjen Tenuipalpidae. Inga underarter finns listade.